# Nino Marcelli
Nino Marcelli (Bratislava, Eslovaquia, 29 de mayo de 2005) es un futbolista eslovaco que juega de delantero en el Š. K. Slovan Bratislava de la Superliga de Eslovaquia.

## Trayectoria
Nació en Bratislava el 29 de mayo de 2005. Su apellido italiano procede de un antepasado lejano. A los 16 años su carrera estuvo a punto de terminar debido a una lesión muscular sufrida en una prueba de la A. S. Roma.
Debutó como profesional en la Superliga de Eslovaquia con el Š. K. Slovan Bratislava contra el FC Košice el 29 de julio de 2023.

## Estadísticas

### Clubes
Actualizado al último partido disputado el 17 de mayo de 2025.
| Club                                    | Div.          | Temporada     | Liga  | Liga  | Liga   | Copas nacionales | Copas nacionales | Copas nacionales | Copas internacionales | Copas internacionales | Copas internacionales | Total | Total | Total  |
| Club                                    | Div.          | Temporada     | Part. | Goles | Asist. | Part.            | Goles            | Asist.           | Part.                 | Goles                 | Asist.                | Part. | Goles | Asist. |
| --------------------------------------- | ------------- | ------------- | ----- | ----- | ------ | ---------------- | ---------------- | ---------------- | --------------------- | --------------------- | --------------------- | ----- | ----- | ------ |
| Š. K. Slovan Bratislava II · Eslovaquia | 2.ª           | 2022-23       | 16    | 3     | 0      | —                | —                | —                | —                     | —                     | —                     | 16    | 3     | 0      |
| Š. K. Slovan Bratislava II · Eslovaquia | 2.ª           | 2023-24       | 1     | 0     | 0      | —                | —                | —                | —                     | —                     | —                     | 1     | 0     | 0      |
| Š. K. Slovan Bratislava II · Eslovaquia | Total club    | Total club    | 17    | 3     | 0      | 0                | 0                | 0                | 0                     | 0                     | 0                     | 17    | 3     | 0      |
| Š. K. Slovan Bratislava · Eslovaquia    | 1.ª           | 2023-24       | 26    | 10    | 2      | 2                | 1                | 0                | 8                     | 0                     | 1                     | 36    | 11    | 3      |
| Š. K. Slovan Bratislava · Eslovaquia    | 1.ª           | 2024-25       | 29    | 3     | 4      | 5                | 1                | 0                | 15                    | 1                     | 2                     | 49    | 5     | 6      |
| Š. K. Slovan Bratislava · Eslovaquia    | Total club    | Total club    | 55    | 13    | 6      | 7                | 2                | 0                | 23                    | 1                     | 3                     | 85    | 16    | 9      |
| Total carrera                           | Total carrera | Total carrera | 72    | 16    | 6      | 7                | 2                | 0                | 23                    | 1                     | 3                     | 102   | 19    | 9      |